# Cyclorana alboguttata
Cyclorana alboguttata é uma espécie de anfíbios da família Hylidae.

## Distribuição geográfica
É encontrada na Austrália (Nova Gales do Sul, Queensland e Território do Norte).